# موسیقی بصری
موسیقی بصری که گاهی با عنوان «موسیقی رنگی» یا «موسیقی تصویری» نیز شناخته می‌شود، به خلق آنالوگ‌های بصری از فرم موسیقی اشاره دارد. این مفهوم شامل انطباق ساختارهای موسیقایی با عناصر بصری است و گاه می‌تواند فیلم‌های صامت را نیز دربر گیرد. البته روش لومیا در موسیقی، امکان اجرا به‌صورت بی‌صدا را نیز فراهم می‌کند.
موسیقی بصری به شیوه‌ها یا دستگاه‌هایی اطلاق می‌شود که می‌توانند صدا یا موسیقی را به نمایش‌های بصری مرتبط تبدیل کنند. تعریف گسترده‌تر آن، حتی شامل ترجمه موسیقی به نقاشی نیز می‌شود؛ همان‌طور که راجر فرای در سال ۱۹۱۲ برای توصیف آثار واسیلی کاندینسکی این اصطلاح را به‌کار برد.
با وجود اینکه تعاریف متعددی از موسیقی بصری وجود دارد و این حوزه همچنان در حال گسترش است، در برخی منابع اخیر به‌ویژه در هنرهای زیبا، موسیقی بصری گاهی با «حس‌آمیزی» اشتباه گرفته می‌شود یا به‌عنوان معادلی برای آن به کار می‌رود، در حالی که از نظر تاریخی چنین نبوده است.
موسیقی بصری همچنین به‌عنوان شاخه‌ای از هنر میان‌رسانه‌ای (اینترمدیا) شناخته می‌شود و به سیستم‌هایی اطلاق می‌گردد که موسیقی یا صدا را به‌صورت مستقیم به اشکال بصری تبدیل می‌کنند؛ از جمله فیلم، ویدئو، گرافیک رایانه‌ای، چیدمان‌های هنری، اجراهای مکانیکی و یا تفسیرهای هنرمندانه. به بیان ساده‌تر، «تبدیل تصویر به صدا» از طریق اشیاء یا اشکال ترسیم‌شده در موسیقی‌متن یک فیلم، با تکنیکی به‌نام «صدای گرافیکی»، شاید یکی از دقیق‌ترین بیان‌های این مفهوم باشد.
از هنرمندان برجسته این حوزه می‌توان به مری الن بوت، جردن بلسون، اسکار فیشینگر، نورمن مک‌لارن، جان ویتنی پدر و توماس ویلفرد اشاره کرد..

## ابزار
تاریخچه این شاخه هنری شامل آزمایش‌های متعددی با ابزارهایی چون «ارگ رنگی» است. هنرمندان یا مخترعان، دستگاه‌هایی را ساختند که اغلب با نام «ارگ رنگی» شناخته می‌شدند و نور رنگی مدوله‌شده را به‌صورت تصویری سیال و قابل مقایسه با موسیقی به نمایش درمی‌آوردند. از جمله این نمونه‌ها می‌توان به نمایشنامه‌های نوری ساخته‌شده توسط لودویگ هیرشفلد-ماک (دانش‌آموخته باهاوس) اشاره کرد.
تعاریف مختلفی از «موسیقی رنگی» وجود دارد؛ یکی از آن‌ها نمایشی از نور رنگی بدون فرم مشخص است. برخی پژوهشگران اصطلاح «موسیقی رنگی» را به‌جای «موسیقی بصری» به کار برده‌اند. ساخت سازهایی برای اجرای زنده موسیقی بصری همواره از دغدغه‌های این حوزه بوده است.
«ارگان‌های رنگی» گرچه با مفاهیم مدرن مرتبط‌اند، اما ریشه در سنتی دارند که از اوایل قرن هجدهم آغاز شده است. برای نمونه، لوئیس برتراند کاستل (کشیش یسوعی) در دهه ۱۷۳۰، سازی به نام «هارپسیکورد چشمی» ساخت.
از دیگر مخترعان برجسته این ابزار می‌توان نام برد:
الکساندر والاس ریمینگتون، بین‌بریج بیشاپ، توماس ویلفرد، چارلز داکام، ماری هالوک گرین‌والت، کورت و لارنس تینرت.

## روی فیلم
موسیقی بصری اغلب با فیلم یا ویدیوی انتزاعی همراه است. برخی از نخستین نمونه‌های شناخته‌شده در این زمینه، فیلم‌های نقاشی‌شده دستی هستند که توسط آینده‌گرایانی چون برونو کورا و آرنالدو جینا در سال‌های ۱۹۱۱ تا ۱۹۱۲ ساخته شدند (طبق گزارش‌ها در مانیفست آینده‌نگر سینما که اکنون مفقود است).
ماری هالوک گرین‌والت نیز چند حلقه فیلم نقاشی‌شده دستی تولید کرد که اکنون توسط انجمن تاریخی فیلادلفیا نگهداری می‌شوند. این فیلم‌ها، مشابه نمونه‌های آینده‌گرا، به‌گونه‌ای طراحی شده‌اند که فرم موسیقی را مجسم سازند.
از فیلم‌سازان برجسته در این عرصه می‌توان به این افراد اشاره کرد:
والتر روتمن، هانس ریشتر، وایکینگ اگلینگ، اسکار فیشینگر، لن لی، جردن بلسون، نورمن مک‌لارن، هری اسمیت، هی هیرش، جان و جیمز ویتنی، استیون ولوشن و بسیاری دیگر.

## گرافیک کامپیوتری

اسیلوسکوپی که یک گام واحد را نشان می دهد، یک موج سینوسی

اسیلوسکوپ یکی از نخستین ابزارهایی بود که توانست با استفاده از لوله پرتوی کاتدی، تصاویر مرتبط با صدا تولید کند. این ابزار به‌ویژه برای نمایش الگوهای موج صدا کاربرد داشت و الهام‌بخش بسیاری از نمایش‌های لیزری مدرن شد.
در ایستگاه‌های کاری صوتی دیجیتال، تصاویری که برای نمایش صدا استفاده می‌شوند، معمولاً از الگوهای مشابه اسیلوسکوپ پیروی می‌کنند.
شرکت Animusic (که پیش‌تر با نام "موسیقی تصویری" شناخته می‌شد) با استفاده از رایانه، موسیقی مبتنی بر سبک پاپ-راک و رویدادهای MIDI را به انیمیشن‌هایی تبدیل کرد که در آن‌ها ابزارهای مجازی طراحی‌شده توسط هنرمندان گرافیک، موسیقی را اجرا می‌کنند یا اشیاء مجازی مسئول نواختن آن‌ها هستند. همه این اجراها با استفاده از دستورهای MIDI هماهنگ می‌شوند. 
در حوزه تصویر به صدا، Metasynth ابزاری است که امکان تبدیل تصاویر بیت‌مپ به صدا را فراهم می‌آورد. این تصاویر با ابزارهای گرافیکی دستکاری شده و صداهای جدیدی تولید می‌کنند. همچنین تابع معکوس این ابزار اجازه می‌دهد تا از صدا، تصویر ساخته شود.

## واقعیت مجازی
ا گسترش روزافزون نمایشگرهای واقعیت مجازی (VR)، این فناوری به بستری نوظهور برای موسیقی بصری تبدیل شده است. برخی توسعه‌دهندگان بر تأثیر واقعیت مجازی بر اجرای زنده موسیقی تمرکز دارند [۱۰]، برخی دیگر درباره امکان‌پذیری موزیک‌ویدیوهای VR تحقیق می‌کنند 
واقعیت مجازی امروزه به‌عنوان محیطی نو برای مجسم‌سازی موسیقی و توسعه‌ی موسیقی بصری در حال رشد است

## نماد گرافیکی
بسیاری از آهنگ‌سازان از «نت‌نویسی گرافیکی» برای نگارش موسیقی استفاده کرده‌اند. نمونه‌های برجسته آن، آثار جان کیج و مورتون فلدمن هستند. همچنین آثار گئورگ لیگتی، راینر وهینگر و سیلوانو بوسوتی نیز در این دسته قرار می‌گیرند.
برخی نظریه‌پردازان موسیقی مانند هری پرچ، ارو ویلسون، ایور دارگ، گلن برانکا و یوری لندمن از هندسه در ترسیم نمودارهای دقیق موسیقی بصری برای توضیح ساختارهای میکروتونال و مقیاس‌های موسیقی استفاده کرده‌اند.